# 雅伊济尼奥
雅伊济尼奥（葡萄牙語：Jairzinho，原名小雅伊尔·文图拉（Jair Ventura Filho），1944年12月25日—），前巴西职业足球运动员，是一位速度快、力量大的中场球员，巴西足球傳奇巨星之一。曾作為主力獲得1970年世界杯足球赛冠军头衔，他也创造了世界杯正賽階段唯一一個冠軍隊成員能打到決賽從不缺賽還能場場進球的歷史性紀錄（嚴格來說烏拉圭球員吉賈已在1950達成，但有一些爭議：因為小組賽對手缺賽以及小組隊伍數目分布不均勻等前提下，烏拉圭實際上比其他進入複賽的隊伍都少踢了兩場）。
他职业生涯裡大多数时间是在南美洲度过。他在巴西聯賽的博塔弗戈效力了11个赛季。他在博塔弗戈和国家队中取代了他自己的足球偶像加林查，连续参加三届世界杯。
尽管他是巴西队在1970年世界杯冠军队中最出色的球员之一，但未能入选其前队友贝利主编的FIFA 100。

## 生平
雅伊济尼奥出生于巴西大城市里约热内卢，青年时期是在当地球会博塔弗戈度过。他15岁时以一中场球员身份，首次出现在职业足球联赛中。雅伊济尼奥司職左翼和中鋒，但有時也會擔任右翼（如1970年世界杯他就是以右翼身分出賽）。1964年乃其首度入選國家隊的一年，第一場比賽對著葡萄牙。他出戰過1966年世界杯，但首圈出局。這時國家隊主力加林查退出國際賽，雅伊济尼奥便取代了加林查位置。
之後幾年雅伊济尼奥開始嶄露頭角，1970年世界杯於墨西哥舉行，雅伊济尼奥每一場比賽都取得入球（當中攻破了連比利都無法打破的英格蘭大門）。在國家隊進入決賽時，他射入該屆世界杯第七個入球，協助國家隊以4-1大勝意大利贏得冠軍。本來他的表現足以成為該屆世界杯神射手，可惜不敵在當屆取得10個入球的西德球員蓋德·穆勒。
幾年後雅伊济尼奥轉到歐洲聯賽，加盟球會乃法國的馬賽。不過他在球會關係緊張，很快回到巴西加盟高士路，於1976年贏得南美自由盃。
雅伊济尼奥原來在參加了1974年世界杯後離開國家隊，但之後八年巴西足協替他辦了一場告別賽，是1982對捷克的一場友誼賽，當時是1-1。這時他已步入職業生涯的尾聲，先效力委內瑞拉的葡萄牙人。在效力玻利維亞一家球會约尔根·维尔斯特曼以後，雅爾金諾終於宣告退役。
退役後的雅伊济尼奥曾擔任過非洲國家加彭國家隊的教練，但因2006年世界杯失敗衝擊而被辭退。

## 荣誉记录
- 1970年世界杯足球赛
- 1976年 美洲杯